# 貸谷伊知郎
貸谷 伊知郎（かしたに いちろう、1959年4月25日 - ）は日本の実業家。豊田通商取締役副会長、日本貿易会副会長、国際社会貢献センター副会長。

## 人物・経歴
京都府京都市出身。同志社高校を経て、1983年同志社大学経済学部卒業、豊田通商入社。CFAO副社長や、自動車企画部部長級を経て、2011年執行役員に昇格。2015年常務執行役員。2016年常務取締役。2017年取締役専務執行役員。
2018年から豊田通商代表取締役社長・CEOを務め、トヨタ自動車からのアフリカ営業移管への対応などにあたった。日本貿易会副会長、国際社会貢献センター副会長なども務めた。
2025年4月から取締役副会長。